# کاراتالوو
کاراتالوو (انگلیسی: Karatalovo) یک شهرک در شهرستان چکماگوشفسکی استان باشقیرستان کشور روسیه است.